# Desahucio

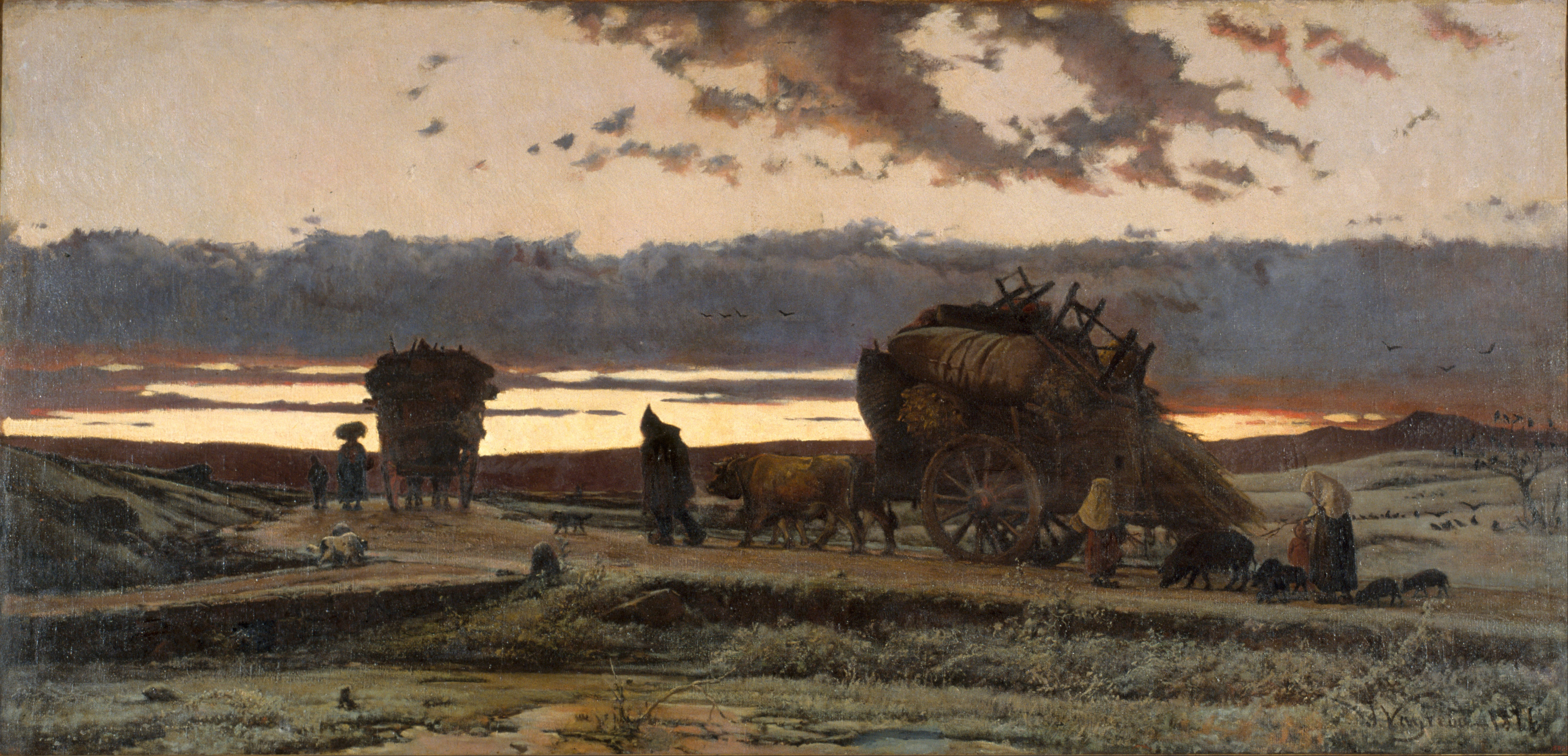
Recança, obra del pintor español Joaquín Vayreda (1876). La obra muestra el desahucio de una familia de colonos, algo habitual en la Cataluña industrial del

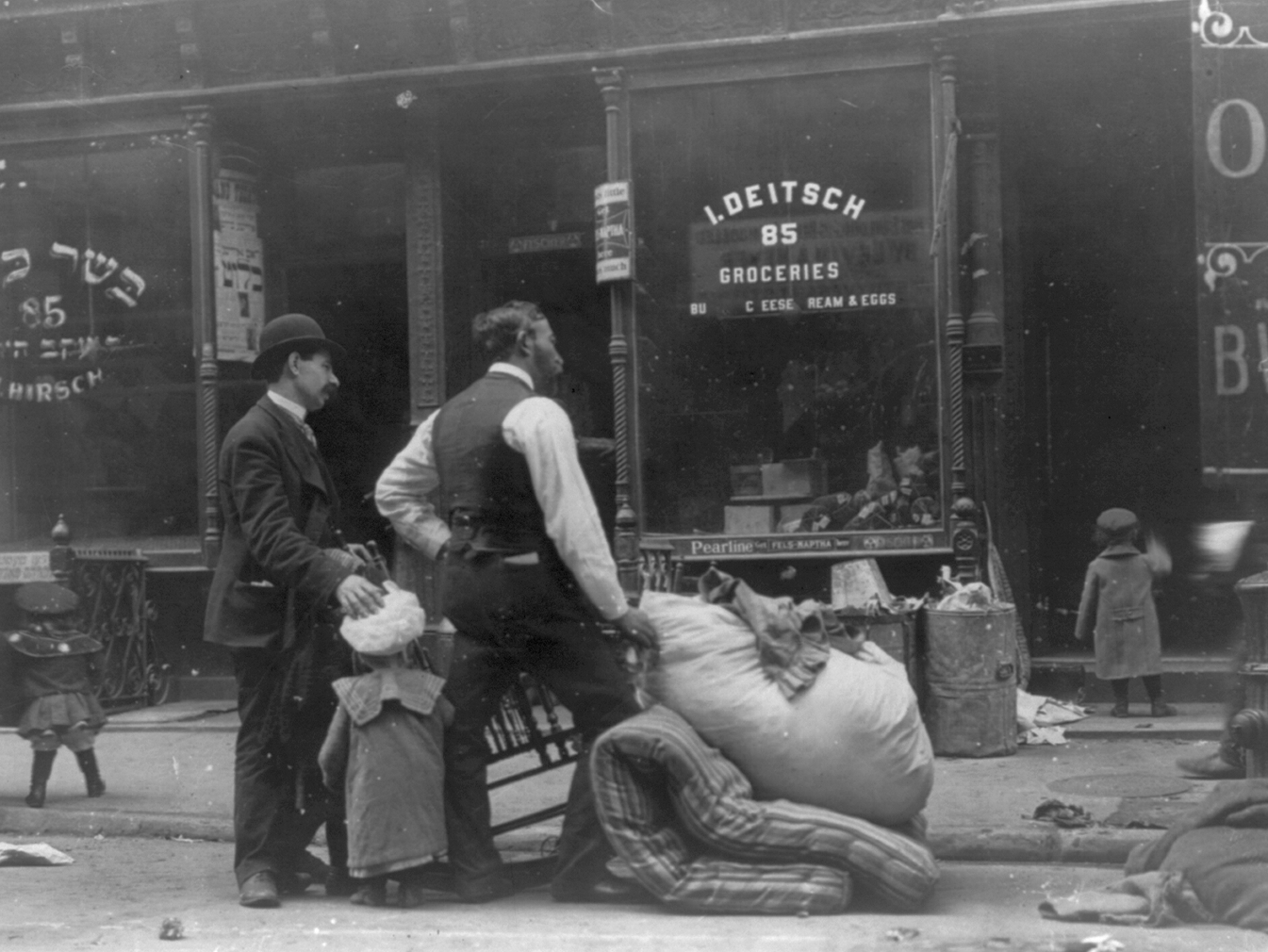
Dos hombres con hijos, en un desahucio, de pie con sus pertenencias en la acera, alrededor del año 1910, en Nueva York.

Desahucio es un término utilizado en derecho y medicina. Se utiliza, a veces impropiamente para el incumplimiento de un crédito hipotecario, y más propiamente para el aviso de terminación de ciertos contratos de tracto sucesivo, tales como el arrendamiento,  por juicio de desahucio y el contrato de trabajo por desahucio libre del empleador. En medicina el término 'desahucio' remite a la consideración emitida por un profesional médico cuando la ciencia médica no tiene recursos para curar la enfermedad que padece un  paciente.

## Desahucio por impago de cuotas de hipoteca o alquiler

### Desahucio por impago de cuotas del crédito hipotecario
El no cumplimiento de un crédito hipotecario, normalmente impago de cuotas, y por tanto de una hipoteca permite al prestamista o acreedor, normalmente un banco, promover la ejecución de hipoteca o acción hipotecaria que, dependiendo de variadas circunstancias suele terminar en el desahucio de quienes ostentaban la propiedad temporalmente y, cuando habitaban la vivienda en el desahucio físico, desalojo o lanzamiento.

### Juicio de desahucio por impago de cuotas de alquiler
El no cumplimiento de los términos del contrato de alquiler permite al propietario del inmueble o vivienda proceder judicialmente -juicio de desahucio- al desalojo o lanzamiento de los inquilinos que no cumplen las cuotas produciéndose el desahucio por impago de alquiler.

## Desahucio en medicina
Se utiliza el término 'desahuciado' o desahuciada' para calificar al enfermo o enferma al que la medicina no puede ayudar en su curación. Normalmente este calificativo se utiliza cuando un paciente padece de una enfermedad terminal incurable, sobre la cual no tiene cabida el tratamiento. Cuando esto ocurre el enfermo pasa a cuidados paliativos con el objeto de atenuar el dolor físico y psíquico del paciente terminal.

## Término del contrato por desahucio del empleador
Dependiendo de la legislación de cada país, la finalización o término del contrato de trabajo por desahucio del empleador se produce en ciertas circunstancias tasadas y extraordinarias.

## El desahucio por incumplimiento del contrato hipotecario o de alquiler en España

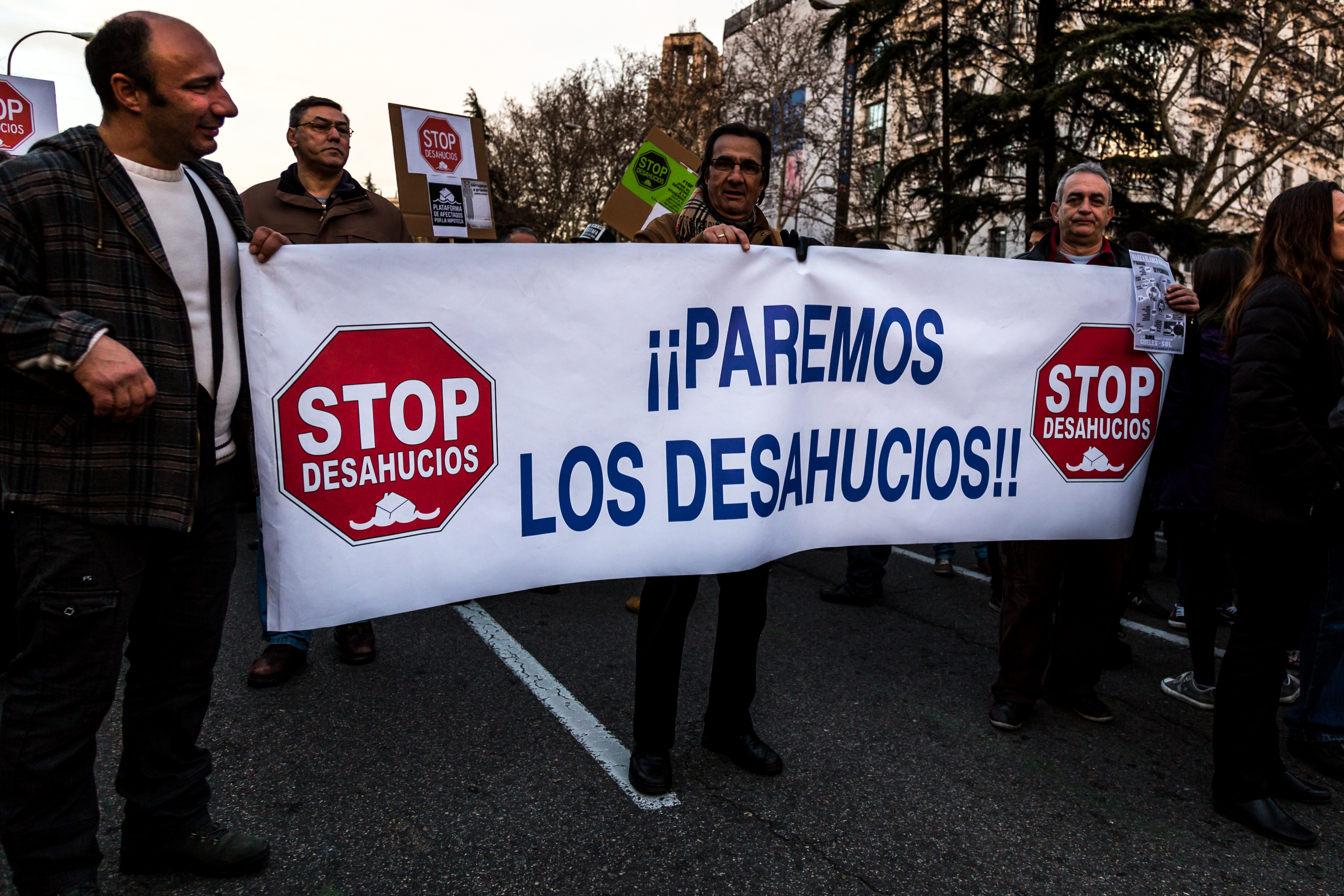
Manifestación del 16 de febrero de 2013 en Madrid contra los desahucios.

En España, el término desahucio se utiliza cuando se procede al desalojo del hipotecado o inquilino de la posesión (uso del inmueble) mediante una resolución judicial por un incumplimiento del contrato de arrendamiento (falta de pago de la renta o cualquier otro incumplimiento contractual) o por el impago de las cuotas del crédito hipotecario.
Previo al desalojo o desahucio el prestamista (en el caso del contrato de crédito hipotecario) o el propietario (en el caso de la vivienda en alquiler) deben iniciar el correspondiente proceso judicial que, si acaba en ejecución hipotecaria o sentencia de desalojo podrá concluir con el desahucio o lanzamiento de quienes habitun la vivienda, ya sean quienes firmaron el contrato de crédito hipotecario o quienes firmaron el contrato de alquiler. 
En ocasiones desahucio se utiliza como sinónimo de desalojo o de la indemnización por despido, dado que una orden judicial de desahucio tiene como finalidad el desalojo de los arrendatarios de una vivienda. En España, el término desahucio se utiliza para hacer referencia en exclusiva al desalojo de los inquilinos de una vivienda o local comercial por orden judicial.
El acto que consiste en desalojar físicamente a los ocupantes de la vivienda o local, se llama lanzamiento. A él acuden: el propietario junto con una representación del Juzgado y un cerrajero, para volver a tomar posesión del inmueble, procediendo a entrar en el inmueble (si es necesario por la fuerza) y cambiar la cerradura o el candado.

### Desahucio Exprés en España
En noviembre del 2009 entró en vigor en España el Desahucio Exprés, una modificación de la Ley de Arrendamientos Urbanos y la Ley de Enjuiciamiento Civil. La nueva ley se crea con el objetivo de promover el alquiler en un contexto de crisis inmobiliaria creando mecanismos más rápidos y efectivos en caso de morosidad o impago del alquiler del inmueble.
Las ventajas que otorga el Desahucio Exprés son:
- El tiempo de espera desde que el casero hace el requerimiento fehaciente de pago al inquilino (mediante burofax) hasta la presentación de la demanda baja de dos meses a uno.
- El casero puede incluir en su demanda de desahucio por falta de pago o expiración de contrato su compromiso a perdonar toda o parte de la deuda y costas a cambio del desalojo voluntario. El plazo mínimo que se puede dar para que abandone la vivienda desde la notificación de la demanda es de 15 días, antes era un mes.
- Se facilita la notificación de la demanda. Si no se puede entregar al inquilino la demanda de desahucio por impago o expiración de contrato o reclamación de rentas o cantidades debidas, se procederá, sin más trámites, a anunciar la citación en el juzgado.
- La reclamación de rentas o cantidades debidas sigue los trámites del juicio verbal sin tener que unirla a la petición de desahucio.
- La sentencia de desahucio por impago o expiración de contrato fijará la fecha del lanzamiento y será suficiente para desalojar en el día y hora señalados en la sentencia o en la fecha fijada en la citación al demandado. Antes había que poner una demanda ejecutiva para hacerlo efectivo.
- Cuando la orden de desahucio ya ha sido emitida se puede paralizar el desalojo si se abonan las cantidades impagadas en el plazo de 10 días.[6]
- Antes el casero solamente podía reclamar el piso antes de cumplir los cinco años de alquiler si lo necesitaba para uso propio, ahora también lo podrá pedir para sus padres, hijos o ex-cónyuge en caso de divorcio o nulidad matrimonial. Debe hacerse constar en el contrato.

- Recientemente con la Ley 37/2011, han sido introducidas variaciones al proceso de desahucio que lo único beneficioso que han logrado es que se evite la celebración de muchos juicios, pero que en general supone perjudicar los derechos del arrendador, para más información os recomiendo la lectura del siguiente enlace sobre Desahucio Expréss Archivado el 24 de marzo de 2012 en Wayback Machine.

### Oficinas de Intermediación Hipotecaria
Las Oficinas de Intermediación Hipotecaria están impulsadas por los Ayuntamientos. Es un servicio de apoyo dirigido a las personas o familias con dificultades para hacer frente al pago de los préstamos hipotecarios y se encuentran en riesgo de desahucio de su domicilio habitual. La intermediación es un procedimiento que facilita la comunicación entre las parte deudora y la entidad financiera, para encontrar una solución ante una demanda de ejecución hipotecaria y /o durante el proceso de la misma. Se facilita, por tanto, información y asesoramiento desde una perspectiva legal a la vez que de media con la otra parte interesada.Los objetivos de la intermediación son:
- Plantear medidas correctoras que permitan mantener el pago de las cuotas hipotecarias y eviten el inicio de los procesos de ejecución.
- Negociar medidas alternativas a las dificultades derivadas y faciliten el mantenimiento de la vivienda por parte de la persona o núcleo familiar.
- Evitar los lanzamientos, siempre que sea posible.

## Alternativas ante la ejecución hipotecaria y el desahucio
Las principales soluciones ofrecidas para evitar el lanzamiento de la vivienda son, entre otras, acuerdo de refinanciación, acuerdo de carencia, dación en pago y suspensión del plazo procesal de lanzamiento.
Por lo que respecta al desahucio visto desde el prisma del arrendamiento y no desde el de la ejecución hipotecaria, no existen opciones a posteriori, es decir, una vez que se produce un incumplimiento de contrato el arrendador apenas tiene más opciones que interponer la correspondiente demanda de desahucio. No obstante, existen garantías preventivas que ayudan al arrendador a paliar el perjuicio económico sufrido por el proceso de desahucio, tales como el aval bancario, el depósito o el seguro de impago de alquiler que ofrecen algunas aseguradoras.

## Legislación y desahucios

### Europa

#### Alemania
Cuando el propietario de un piso deja de pagar, se pasa a la subasta del piso, con el propietario en su interior, como en España. Es decir, no se echa a la calle al propietario por parte del banco. Será la persona que lo compra la que tenga la opción de echarlo, de negociar un alquiler o de tomar la mejor decisión posible. Habitualmente, no se suele llegar a esto y los propietarios de los pisos suelen intentar venderlos, buscarse algo de alquiler o intentar buscar otra vivienda para vivir.

#### Francia
Los desahucios son inusuales en Francia, donde suelen concederse préstamos inmobiliarios, y no hipotecarios, con lo que el inmueble no respalda el préstamo, sino que el prestatario paga un seguro al Estado para que este se haga cargo de las letras en ciertos casos, como la pérdida del empleo.
Además, en caso de perder la capacidad de pago, el afectado puede recurrir al Banco de Francia, que actuará como intermediario entre éste y sus acreedores, proponiendo un pago escalonado, una reducción de las tasas de interés o sugiriendo la venta de la vivienda en el plazo de un año.

#### Grecia
Hasta 2009, la legislación griega sobre desahucios por impago hipotecario era similar a la española, sin que existiera la posibilidad de la dación en pago. Sin embargo, el Gobierno socialdemócrata de Yorgos Papandreu aprobó una moratoria, vigente hasta 2013, que impide a los bancos expulsar por impago de la hipoteca a los inquilinos de una casa si es su primera residencia y es menor de 200 metros cuadrados.

#### Holanda
En Holanda, al cabo de 4 meses de falta de pago, el banco contacta con la persona que ha firmado el crédito y, si hay perspectiva de que la situación financiera del propietario mejore, se suele acordar una medida de 'transición de pago' en la que se rebaja temporalmente la renta. En los casos extremos, el mismo propietario pone la casa en venta o, si no, es el banco quien la subasta, un método a través del cual se considera zanjada la deuda.

#### Irlanda
En Irlanda, la mayoría de los desalojos de viviendas de hipotecados con problemas de deudas se producen de manera voluntaria, según datos del Banco Central Irlandés (ICB). El banco y el hipotecado abordan esta cuestión a través del llamado Proceso de Resolución de Deuda Hipotecaria (MARP, sus siglas en inglés), diseñado por el ICB, que en muchas ocasiones resulta en la reestructuración de la deuda o en la dación de la vivienda para evitar un largo proceso judicial de desahucio.

#### Italia
En Italia, el sistema jurídico en cuanto a las hipotecas es parecido al de España, pero un decreto-ley de 2008 suspendió los desahucios a las familias que tuvieron unos ingresos de 27.000 euros al año o menos.

#### Portugal
La dación en pago tampoco está contemplada en Portugal, donde más de 150.000 familias se encuentran en situación de impago de sus créditos hipotecarios. El Gobierno luso anunció este año medidas para facilitar que los propietarios en impago puedan renegociar su deuda y habitar el inmueble mediante el pago de una renta.

#### Reino Unido
El proceso para desalojar a una persona de su vivienda porque no ha podido pagar su hipoteca en el Reino Unido puede ser largo y plagado de recursos judiciales por ambas partes, tanto de la entidad hipotecaria que concedió el crédito como del propietario.
La entidad de crédito está obligada a vender la vivienda al mejor precio, pero si la venta no llega a cubrir los fondos que debe recaudar, entonces pasará la diferencia de la deuda al que debe la hipoteca. Si la persona no puede pagar lo que debe, siempre puede declararse en bancarrota, como en España y en otros países.

### Estados Unidos
En Estados Unidos lo normal es que la entrega de la vivienda sirva como pago total de la hipoteca cuando el propietario no la puede pagar.

### Australia
En estados australianos, el desalojo es un proceso judicial, siendo las leyes específicas a los mismos y teniendo ciertas variaciones dependiendo del estado. Sin embargo, el proceso de desalojo es bastante general. Es ilegal bloquearle el acceso a la propiedad a un inquilino u obligarlo a que se vaya de la propiedad sin tener antes una orden de desalojo de una autoridad judicial. El arrendador tiene que enviarle una notificación al inquilino, solicitándole que deje la propiedad para cuando finalice el período de la notificación, la cual tiene que describir una base válida para el desalojo. Si el inquilino no se va de la propiedad, el arrendador tiene que obtener una orden de la corte o funcionario de arrendamientos que autorice el término del contrato de arrendamiento.
En la mayoría de los estados, la ley protege a los inquilinos si la intención del arrendador no es de buena fe y el motivo para obligar que el inquilino se vaya es que este último, haciendo cumplir sus derechos como inquilino, haya enviado una queja a las autoridades públicas contra el propietario. Los inquilinos, al término del contrato de arrendamiento, pueden ir a la corte para pelear el caso.
Las leyes australianas también toman en consideración las dificultades por las que probablemente pase inquilino después de un desalojo, sea por edad, enfermedad o indisponibilidad de conseguir hospedaje en un lugar alternativo. En estos casos, los inquilinos pueden pedir que se suspenda la orden de desalojo temporalmente por unos días.